# آنتی نیمنن
آنتی نیمنن (فنلاندی: Antti Nieminen; ۱۲ مارس ۱۹۲۸ – ۲۴ اکتبر ۱۹۷۲) بازیکن فوتبال اهل فنلاند بود.
وی همچنین در تیم ملی فوتبال فنلاند بازی کرده‌است.